# Локно (озеро)
Локно — озеро в Пожеревицкой волости Дедовичского района Псковской области. Расположено на Судомской возвышенности.
Площадь — 2,5 км² (249,4 га, с 2 островом (3 га) — 252,4 га). Площадь водосборного бассейна — 19,5 км². Максимальная глубина — 12,0 м, средняя глубина — 5,9 м.
На берегу озера расположены деревни: Трофимово, Узкая Губа и, северо-восточнее, Вышегород.
Проточное. Из озера вытекают две реки: Уза (приток Шелони) и Локонка (приток Судомы)(Судома, в свою очередь, впадает в Шелонь).
Тип озера лещево-уклейный. Массовые виды рыб: лещ, щука, окунь, плотва, уклея, красноперка, густера, ерш, линь, карась, налим, снеток, язь, пескарь, вьюн, голец, щиповка, бычок-подкаменщик; раки (единично).
Для озера характерны: отлогие, крутые, низкие берега, есть заболоченные участки, в прибрежье — леса, луга, поля, огороды; в профундали — ил, заиленный песок, камни, песок, литораль — песок, глина, камни, заиленный песок, коряги, песчано-каменистые нальи; есть береговые и донные ключи.